# Regina de Saxe-Meiningen
Regina de Saxe-Meiningen (em alemão: Regina Helene Elizabeth Margarete; Wurtzburgo, 6 de janeiro de 1925 – Pöcking, 3 de fevereiro de 2010), foi uma Princesa de Saxe-Meiningen, a filha mais nova do príncipe Jorge de Saxe-Meiningen e de sua esposa, a condessa Clara Maria de Korff Schmising-Kerssenbrock, que se casou com o herdeiro do trono austro-húngaro Oto da Áustria.

## Família
Regina era a filha mais nova do príncipe Jorge III de Saxe-Meiningen e da baronesa Klara Maria von Korff genannt Schmissing-Kerssenbrock. Os seus avós paternos eram o príncipe Frederico de Saxe-Meiningen e a condessa Adelaide de Lippe-Biesterfeld. Os seus avós maternos eram o barão hAlfred von Korff genannt Scmissing-Kerssenbrock e Helene von Hilgers.

## Vida
Regina foi a única dos seus irmãos a ter filhos: dos seus dois irmãos mais velhos, António Ulrich foi morto em combate durante a Segunda Guerra Mundial quando tinha vinte anos e Alfredo tornou-se monge e renunciou aos seus direitos de sucessão. A sua única irmã, Maria Isabel, morreu aos três meses de idade em 1923, ainda antes do nascimento de Regina.
No dia 10 de maio de 1951 casou-se com Otto von Habsburg, filho do imperador Carlos I da Áustria e antigo príncipe-herdeiro, na Église de Cordeliers em Nancy, França, com a bênção do Papa Pio XII. A partir do casamento, Regina passou a usar o título de princesa-herdeira e o nome oficial de Regina von Habsburg. Desde 10 de maio de 1954 até à sua morte, Regina e Otto viveram juntos na Villa Austria, sua residência oficial, também chamada de Kaiservilla ("Villa do Imperador"), em Pöcking, perto do lago Starnberg.

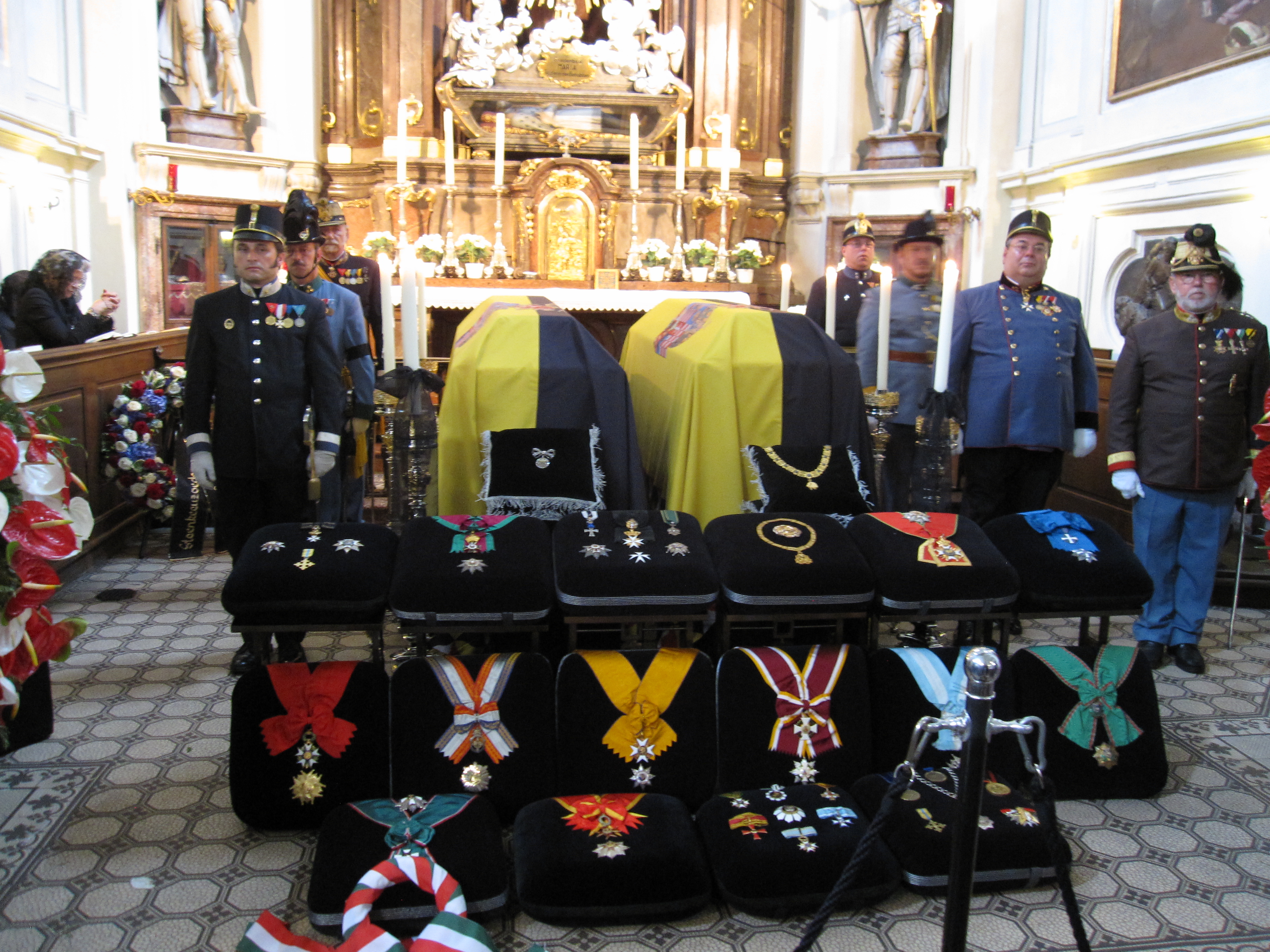
Caixões do arquiduque Otto e da arquiduquesa Regina na Cripta Imperial de Viena.

A 2 de dezembro de 2005, Regina sofreu uma lesão cerebral e foi levada para o hospital em Nancy. Apesar de tudo, a 22 de fevereiro de 2006 já estava suficientemente recuperada para estar presente na transladação dos restos mortais da sua mãe, a duquesa Klara e do seu irmão mais velho, António Ulrich, para o mausoléu de Veste Heldburg, no adro da igreja de Heldburg, no distrito de Hildburghausen. A transferência dos restos mortais do príncipe Jorge III de Tscherepowez, na Rússia, onde tinha morrido como prisioneiro de guerra em 1946, aconteceu na primavera de 2007.
Regina von Habsburg morreu em Pöcking no dia 3 de fevereiro de 2010 de causas desconhecidas e foi enterrada em Veste Heldburg no dia 10 do mesmo mês. O seu caixão foi mais tarde levado para a Cripta Imperial de Viena no dia 16 de julho de 2011, dia do funeral do seu marido Otto.

## Descendência
- Andreia de Habsburgo-Lorena (nascida a 30 de maio de 1953), casada com o conde-hereditário Carlos Eugénio de Neipperg; com descendência.
- Mónica de Habsburgo-Lorena (nascida a 13 de setembro de 1954), casada com Luis de Casanova-Cárdenas y Barón, duque de Santangelo; com descendência.
- Michaela de Habsburgo-Lorena (nascida a 13 de setembro de 1954), casada primeiro com Eric Teran d'Antin; com descendência, divorciados em 1994; casada depois com o conde Hubertus von Kageneck; sem descendência.
- Gabriela de Habsburgo-Lorena (nascida a 14 de outubro de 1956), casada com Christian Meister (divorciados em 1997); com descendência.
- Walburga de Habsburgo-Lorena (nascida a 5 de outubro de 1958), casada com o conde Archibald Douglas; com descendência.
- Carlos de Habsburgo-Lorena (nascido a 11 de janeiro de 1961), casado com a baronesa Francesca Thyssen-Bornemisza; com descendência.
- Jorge de Habsburgo-Lorena (nascido a [6 de dezembro de 1964), casado com a duquesa Érica de Oldemburgo; com descendência.